# Голандрические признаки
Голандрические признаки — это признаки, сцепленные с Y-хромосомой, которые проявляются фенотипически только у мужчин.
Такие признаки передаются от отца ко всем сыновьям, и ни к одной дочери. Так как в генотипе человека в норме присутствует только одна Y-хромосома, к тем генам, что сцеплены только с Y-хромосомой неприменимы термины «доминантный» и «рецессивный».
Примеры голандрических признаков:
- оволосение (гипертрихоз) ушной раковины;
- перепонки между пальцами ног;
- одна из форм ихтиоза.